# Теренозек
Теренозек (каз. Тереңөзек) — село, административный центр Сырдарьинского района Кызылординской области Казахстана. Административный центр и единственный населённый пункт Теренозекского сельского округа. Код КАТО: 434830100.
Село расположено в 50 км к северо-западу от областного центра. города  Кызылорды, на правом берегу реки Сырдарьи. Мост через Сырдарью в село Шаган. Железнодорожная станция на Ташкентском ходу..
В 140 км севера от поселка Теренозек расположено Конысское нефтегазоконденсатное месторождение.

## Население
В 1999 году население села составляло 9408 человек (4708 мужчин и 4700 женщин). По данным переписи 2009 года в селе проживали 9132 человека (4604 мужчины и 4528 женщин).
На начало 2019 года, население села составило 7627 человек (4066 мужчин и 3561 женщина).
На 1 октября 2022 года, население села составило 11 567 человек (5891 мужчин и 5676 женщина).

## Известные уроженцы
- Байсултанов, Султан Магомедович (1947—2012) — советский и казахстанский оперный певец, народный артист Казахстана и Чечено-Ингушской АССР.
- Жумабаев, Абильмажин Жумабаевич (1929—2013) — советский казахский писатель и переводчик.
- Искакова, Женис Ермаганбетовна (1966) — казахстанская эстрадная певица, Заслуженный деятель Республики Казахстан.
- Кудерикожа Кошекулы
- Абдуллаев, Асылжан Рустемулы[6] (род. 2007, Казахстан) — казахстанский специалист в области искусственного интеллекта, предприниматель, многократный победитель национальных и международных соревнований. Чемпион Zhongguancun World Competition в Китайской Народной Республике. В 2025 году окончил School of Engineering and Applied Science при Колумбийском университете по программе AI for Business.

## Галерея
- Ж.д.станция
- Станция
- Теренозек
- Теренозек
- Теренозек